# جيريمي تشابيل
جيريمي تشابيل (بالإنجليزية: Jeremy Chappell)‏ مواليد 10 يونيو 1987 في سينسيناتي، هو لاعب كرة سلة أمريكي. بدأ مسيرته الاحترافية في سنة 2009. يحمل الرقم 21. يبلغ طوله 6 قدم 3 بوصة (1.9 م).

## المسيرة الاحترافية
لعب مع زينيت سانت بطرسبرغ في الدوري الروسي في موسم 2013–2014، ثم لعب مع نادي أفتودور ساراتوف لكرة السلة من سنة 2014 إلى 2016، ثم لعب مع بانفيت لكرة السلة في الدوري التركي في سنة 2016.

## روابط خارجية
- جيريمي تشابيل على موقع كرة السلة الأوروبية.كوم (الإنجليزية)
- جيريمي تشابيل على موقع كلية كرة السلة في سبورتس رفرنس.كوم (الإنجليزية)
- جيريمي تشابيل على موقع ريلجم (الإنجليزية)
- جيريمي تشابيل على موقع بروبوليرز (الإنجليزية)
- جيريمي تشابيل على موقع سبورتس رفرنس (الإنجليزية)